# 173
Năm 173 là một năm trong lịch Julius. 
==Sự kiện== năm 2020